# Trefusia filum
Trefusia filum är en rundmaskart som beskrevs av Stekhoven 1942. Trefusia filum ingår i släktet Trefusia och familjen Trefusiidae. Inga underarter finns listade i Catalogue of Life.